# Laser Kiwi flag
De "Laser Kiwi flag", oorspronkelijk getiteld "Fire the Lazer", werd in 2015 ontworpen door Lucy Gray als een voorstel voor een nieuwe vlag van Nieuw-Zeeland voor de referenda over de vlag van Nieuw-Zeeland. Hoewel het ontwerp het niet tot de nieuwe officiële vlag van Nieuw-Zeeland heeft geschopt, is het op internet en sociale media een bekend humoristisch fenomeen geworden.

## Achtergrond
De Laser Kiwi flag is in 2015 gemaakt door Lucy Gray. Tijdens de Nieuw-Zeelandse vlagreferenda van 2015 en 2016 werd de Laser Kiwi flag een groot fenomeen op sociale media en werd deze gebruikt door komieken als John Oliver. De vlag is voorzien van een Nieuw-Zeelandse varen en een kiwi die een groene laserstraal uit zijn ogen schiet. De beschrijving van de vlag was als volgt:

De laserstraal projecteert een krachtig beeld van Nieuw-Zeeland. Ik geloof dat mijn ontwerp zó krachtig is dat het niet eens ter discussie hoeft te worden gesteld.

Er werden grappen gemaakt door komieken dat als de vlag de officiële vlag van Nieuw-Zeeland zou worden, dit angst zou veroorzaken bij de vijanden van Nieuw-Zeeland.
Na het referendum maakte de populariteit van de vlag een comeback toen deze terugkwam in merchandise. Sindsdien wordt de vlag nog altijd gezien bij sportevenementen en concerten in en buiten Nieuw-Zeeland.